# Honorata Sosnowska
Honorata Karolina Sosnowska (ur. w 1950 r.) – polska ekonomistka, profesor nauk ekonomicznych.

## Życiorys
Córka polonistki, krytyka literackiego, socjologa kultury i działaczki społecznej Wandy Leopold oraz artysty malarza abstrakcjonisty Kajetana Sosnowskiego. Siostra reżysera i aktora Marcina Sosnowskiego. W 1973 r. ukończyła studia matematyczne oraz z zakresu mechaniki na Uniwersytecie Warszawskim. W 1983 r. obroniła tamże na Wydziale Matematyki, Informatyki i Mechaniki napisaną pod kierunkiem prof. dra hab. Jerzego Łosia pracę doktorską  pt. Modele grupowego wyboru. W 1992 r. na podstawie dorobku naukowego i monografii habilitacyjnej Rozważania nad matematycznym ujęciem gospodarki z niedoborem otrzymała w ówczesnym Wydziale Finansów i Statystyki Szkoły Głównej Handlowej w Warszawie stopień doktora habilitowanego. W 2001 r. uzyskała tytuł profesora nauk ekonomicznych.
Pracuje w Szkole Głównej Handlowej w Warszawie. Wykładała też w Akademii Leona Koźmińskiego w Warszawie. Zajmuje się ekonomią matematyczną i  metodami grupowego podejmowania decyzji. Autorka lub współautorka licznych publikacji naukowych, w tym napisanej wspólnie z Marcinem Malawskim i Andrzejem Wieczorkiem książki Konkurencja i kooperacja. Teoria gier w ekonomii i naukach społecznych, która doczekała się kilku wydań w Wydawnictwie Naukowym PWN, pracy zbiorowej Grupowe podejmowanie decyzji (Wydawnictwo Naukowe Scholar,  Warszawa, 1999; jako redaktor) oraz podręczników akademickich (np. Dubnicki, W., Filus, L. i Sosnowska, H. (1985), Algebra liniowa w zadaniach, Wydawnictwo Naukowe PWN, Warszawa). 
13 czerwca 2024 r. została uhonorowana odznaką „Zasłużony dla Szkoły Głównej Handlowej w Warszawie”. 